# Frantumi. Un'infanzia 1939-1948
Frantumi. Un'infanzia 1939-1948 (titolo originale tedesco: Bruchstücke. Aus einer Kindheit 1939 - 1948) è un libro autobiografico, ritenuto un falso, scritto nel 1995 dallo svizzero Bruno Dössekker (nato Bruno Grosjean, Berna, 12 febbraio 1941) con lo pseudonimo di Binjamin Wilkomirski.

## Trama
Il testo racconta l'esperienza nel campo di concentramento di Auschwitz di Wilkomirski, che si pretende nato a Riga nel 1939 in una famiglia ebraica, e che a tre anni si ritrova solo dopo lo sterminio di tutti i parenti durante la Shoah.

## Successo e polemiche
Il libro ebbe un immediato successo, tanto da essere subito tradotto in tredici lingue ed ottenere importanti recensioni e premi. Tuttavia nel 1998 il giornalista svizzero Daniel Ganzfried svelò in tre articoli pubblicati su Die Weltwoche l'identità di Benjamin Wilkomirski, sottolineando come non fosse ebreo e non avesse vissuto l'esperienza della Shoah.
In seguito alle rivelazioni l'editore tedesco Suhrkamp decise di ritirare il testo dalle librerie.

## Edizioni
- Bruchstücke. Aus einer Kindheit 1939 - 1948. Francoforte sul Meno, Suhrkamp, 1995.
- Frantumi. Un'infanzia 1939-1948. Milano, Mondadori, 1996, ISBN 88-04-40453-1.